# Frank Fucarino
Frank A. Fucarino (24 luglio 1920 – 3 aprile 2012) è stato un cestista statunitense, professionista nella BAA e nella ABL.